# Riforma di misure e pesi in Sicilia (1809)
Il 10 luglio 1806 Ferdinando III di Sicilia approvò la richiesta del parlamento per la riforma dei pesi e delle misure in Sicilia.
Con dispaccio del 19 febbraio 1808 l'incarico della riforma fu assegnato a Giuseppe Piazzi che insieme a Domenico Marabitti e Paolo Balsamo dovette sia creare un sistema unico sia realizzare le tabelle di conversione per le antiche unità in uso. Tutto ciò con la prescrizione che "i risultati delle sue operazioni siano semplici e chiari e alla portata dell'intelligenza comune e, per quanto si possa, si ritengano le antiche nominazioni".
L'enorme numero di campioni diversi, soprattutto per la misurazione dei liquidi, e la loro grossolana fattura crearono vari problemi alla commissione, come indicato nell'introduzione alle tavole di ragguaglio.
(G.Piazzi, in Codice siculo-metrico, 1812, p. VI.)
Si riporta la conversione in unità metriche utilizzando le tavole redatte nel 1877.

## Unità di misura adottate

### Misure di lunghezza
| Nome   | Nome  | Nome   | Nome   | Nome        | Nome        | Nome        | Valore   | Valore |
| ------ | ----- | ------ | ------ | ----------- | ----------- | ----------- | -------- | ------ |
| Miglio |       |        |        |             |             |             |          |        |
| 45     | Corda | Corda  | Corda  | Corda       | Corda       | Corda       |          |        |
| 180    | 4     | Catena | Catena | Catena      | Catena      | Catena      |          |        |
| 720    | 16    | 4      | Canna  | Canna       | Canna       | Canna       | 2,064783 | m      |
| 1440   | 32    | 8      | 2      | Mezza canna | Mezza canna | Mezza canna |          |        |
| 2880   | 64    | 16     | 4      | 2           | Passetto    | Passetto    |          |        |
| 5760   | 128   | 32     | 8      | 4           | 2           | Palmo       | 0,258098 | m      |

| Nome  | Nome  | Nome  | Nome  | Valore   | Valore |
| ----- | ----- | ----- | ----- | -------- | ------ |
| Palmo | Palmo | Palmo | Palmo | 0,258098 | m      |
| 12    | Oncia | Oncia | Oncia |          |        |
| 144   | 12    | Linea | Linea |          |        |
| 1728  | 144   | 12    | Punto |          |        |

### Misure di superficie
| Nome   | Nome     | Nome                    | Nome                    | Nome                      | Nome                      | Nome                        | Nome                        | Valore   | Valore |
| ------ | -------- | ----------------------- | ----------------------- | ------------------------- | ------------------------- | --------------------------- | --------------------------- | -------- | ------ |
| Salma  | Salma    | Salma                   | Salma                   | Salma                     | Salma                     | Salma                       | Salma                       | 17462,59 | m²     |
| 4      | Bisaccia | Bisaccia                | Bisaccia                | Bisaccia                  | Bisaccia                  | Bisaccia                    | Bisaccia                    |          |        |
| 16     | 4        | Corda quadrata o tumolo | Corda quadrata o tumolo | Corda quadrata o tumolo   | Corda quadrata o tumolo   | Corda quadrata o tumolo     | Corda quadrata o tumolo     |          |        |
| 64     | 16       | 4                       | Mondello                | Mondello                  | Mondello                  | Mondello                    | Mondello                    |          |        |
| 256    | 64       | 16                      | 4                       | Catena quadrata o carozzo | Catena quadrata o carozzo | Catena quadrata o carozzo   | Catena quadrata o carozzo   |          |        |
| 1024   | 256      | 64                      | 16                      | 4                         | Quarto                    | Quarto                      | Quarto                      |          |        |
| 4096   | 1024     | 256                     | 64                      | 16                        | 4                         | Canna quadrata o quartiglio | Canna quadrata o quartiglio |          |        |
| 262144 | 65536    | 16384                   | 4096                    | 1024                      | 256                       | 64                          | Palmo quadrato              | 0,066614 | m²     |

### Misure di volume
| Nome       | Nome         | Valore | Valore |
| ---------- | ------------ | ------ | ------ |
| Piede cubo | Piede cubo   | 17,193 | L      |
| 1728       | Oncia cubica |        |        |

### Misure di capacità per gli aridi
| Nome  | Nome     | Nome                | Nome                | Nome                | Nome                | Nome                |
| ----- | -------- | ------------------- | ------------------- | ------------------- | ------------------- | ------------------- |
| Salma |          |                     |                     |                     |                     |                     |
| 4     | Bisaccia | Bisaccia            | Bisaccia            | Bisaccia            | Bisaccia            | Bisaccia            |
| 16    | 4        | Palmo cubo o tumolo | Palmo cubo o tumolo | Palmo cubo o tumolo | Palmo cubo o tumolo | Palmo cubo o tumolo |
| 64    | 16       | 4                   | Mondello            | Mondello            | Mondello            | Mondello            |
| 256   | 64       | 16                  | 4                   | Carozzo             | Carozzo             | Carozzo             |
| 1024  | 256      | 64                  | 16                  | 4                   | Quarto              | Quarto              |
| 4096  | 1024     | 256                 | 64                  | 16                  | 4                   | Quartiglio          |

### Misure di capacità per i liquidi
| Nome                        | Nome  | Nome   | Nome              | Nome              | Nome              | Nome              | Valore    | Valore | Note                 |
| --------------------------- | ----- | ------ | ----------------- | ----------------- | ----------------- | ----------------- | --------- | ------ | -------------------- |
| Botte o cubo di mezza canna |       |        |                   |                   |                   |                   |           |        |                      |
| 4                           | Salma | Salma  | Salma             | Salma             | Salma             | Salma             |           |        |                      |
| 32                          | 8     | Barile | Barile            | Barile            | Barile            | Barile            | 34,386106 | L      |                      |
| 64                          | 16    | 2      | Tumolo o quartara | Tumolo o quartara | Tumolo o quartara | Tumolo o quartara |           |        | pari a un palmo cubo |
| 1280                        | 320   | 40     | 20                | Quartuccio        | Quartuccio        | Quartuccio        |           |        |                      |
| 2560                        | 640   | 80     | 40                | 2                 | Caraffa           | Caraffa           |           |        |                      |
| 5120                        | 1280  | 160    | 80                | 4                 | 2                 | Bicchiere         |           |        |                      |

### Pesi
| Nome    | Nome   | Nome   | Valore  | Valore |
| ------- | ------ | ------ | ------- | ------ |
| Cantaro |        |        |         |        |
| 100     | Rotolo | Rotolo | 793,420 | g      |
| 3000    | 30     | Oncia  | 26,447  | g      |

| Nome   | Nome   | Nome   | Nome              | Nome              | Nome              | Valore  | Valore |
| ------ | ------ | ------ | ----------------- | ----------------- | ----------------- | ------- | ------ |
| Libbra | Libbra | Libbra | Libbra            | Libbra            | Libbra            | 317,368 | g      |
| 12     | Oncia  | Oncia  | Oncia             | Oncia             | Oncia             | 26,447  | g      |
| 48     | 4      | Quarta | Quarta            | Quarta            | Quarta            |         |        |
| 288    | 24     | 6      | Scropolo o dinaro | Scropolo o dinaro | Scropolo o dinaro |         |        |
| 5760   | 480    | 120    | 20                | Coccio o grano    | Coccio o grano    |         |        |
| 46080  | 3840   | 960    | 160               | 8                 | Ottavo            |         |        |

## Unità di misura abolite

### Misure di lunghezza
Le tavole redatte da Piazzi riportano sette diverse canne abbinate a diversi comuni.
Il valore in metri è basato sul valore della canna riportato nelle tavole del 1877.
| Nome                    | Atomi della nuova corda | Valore in metri |
| ----------------------- | ----------------------- | --------------- |
| Canna di Palermo        | 13699,20                | 2,046143        |
| Canna di Castrogiovanni | 13804,80                | 2,061915        |
| Canna di Lipari         | 13841,90                | 2,067457        |
| Canna di Acireale       | 13892,15                | 2,074962        |
| Canna di Girgenti       | 13937,03                | 2,081665        |
| Canna di Caltagirone    | 13984,60                | 2,088771        |
| Canna di Messina        | 13994,64                | 2,090270        |

Per la misurazione dei terreni erano in uso corde di lunghezza notevolmente diversa, sia per numero di canne contenute sia per la canna utilizzata.

### Misure di superficie
Nel 1809 vennero censite 48 diverse salme.
Una salma era di 16 tomoli e ogni tomolo era pari a una corda quadrata.
| Tavola | Canna di       | Corda di canne | Salma (in m²) | Note                                                                           |
| ------ | -------------- | -------------- | ------------- | ------------------------------------------------------------------------------ |
| 1      | Palermo        | 13             | 11320,83      | [ 2 ]                                                                          |
| 2      | Palermo        | 14             | 13129,48      | [ 2 ]                                                                          |
| 3      | Palermo        | 16             | 17148,71      | [ 2 ] [ 3 ] [ 4 ] [ 5 ] [ 6 ] [ 7 ]                                            |
| 4      | Messina        | 16             | 17896,42      | [ 5 ] [ 6 ] [ 7 ]                                                              |
| 5      | Palermo        | 17             | 19359,29      | [ 7 ]                                                                          |
| 6      | Palermo        | 18             | 21703,84      | [ 2 ] [ 5 ] [ 6 ] [ 7 ]                                                        |
| 7      | Messina        | 18             | 22650,16      | [ 5 ] [ 6 ] [ 7 ]                                                              |
| 8      | Palermo        | 18,25          | 22310,91      | [ 2 ] [ 6 ] [ 7 ] [ 8 ] [ 9 ] [ 10 ] [ 11 ] [ 12 ] [ 13 ] [ 14 ]               |
| 9      | Messina        | 18,25          | 23283,62      |                                                                                |
| 10     | Palermo        | 18,5           | 22926,38      |                                                                                |
| 11     | Palermo        | 18,75          | 23550,17      | [ 15 ]                                                                         |
| 12     | Lipari         | 18,75          | 24043,36      | [ 5 ]                                                                          |
| 13     | Palermo        | 19,25          | 24822,93      | [ 11 ]                                                                         |
| 14     | Palermo        | 19,3746        | 25145,31      | [ 14 ]                                                                         |
| 15     | Palermo        | 20             | 26794,87      | [ 2 ] [ 12 ] [ 13 ] [ 14 ] [ 17 ] [ 18 ] [ 19 ]                                |
| 16     | Acireale       | 20             | 27554,97      | [ 2 ]                                                                          |
| 17     | Messina        | 20             | 27963,06      |                                                                                |
| 18     | Palermo        | 20,25          | 27468,92      | [ 18 ]                                                                         |
| 19     | Palermo        | 20,4114        | 27908,53      | [ 21 ] [ 22 ] [ 23 ]                                                           |
| 20     | Palermo        | 21             | 29541,34      | [ 17 ]                                                                         |
| 21     | Palermo        | 21,25          | 30248,89      | [ 17 ]                                                                         |
| 22     | Palermo        | 21,3542        | 30546,15      | [ 22 ]                                                                         |
| 23     | Palermo        | 21,5           | 30964,82      | [ 21 ]                                                                         |
| 24     | Palermo        | 22             | 32421,79      | [ 3 ] [ 13 ] [ 17 ] [ 19 ] [ 23 ]                                              |
| 25     | Messina        | 22             | 33835,43      | [ 3 ]                                                                          |
| 26     | Palermo        | 22,25          | 33162,83      | [ 11 ] [ 14 ] [ 17 ]                                                           |
| 27     | Palermo        | 22,3607        | 33493,58      | [ 14 ] [ 18 ] [ 22 ] [ 27 ] [ 28 ]                                             |
| 28     | Palermo        | 22,5           | 33912,25      | [ 8 ] [ 13 ] [ 15 ] [ 17 ]                                                     |
| 29     | Palermo        | 22,625         | 34290,10      | [ 4 ] [ 9 ] [ 11 ] [ 19 ] [ 29 ]                                               |
| 30     | Palermo        | 22,6274        | 34297,43      | [ 2 ] [ 3 ] [ 4 ] [ 8 ] [ 9 ] [ 11 ] [ 19 ] [ 21 ] [ 22 ] [ 23 ] [ 29 ] [ 31 ] |
| 31     | Castrogiovanni | 22,6274        | 34828,23      | [ 9 ]                                                                          |
| 32     | Caltagirone    | 22,6274        | 35741,37      | [ 29 ]                                                                         |
| 33     | Palermo        | 22,75          | 34670,07      |                                                                                |
| 34     | Palermo        | 23,7171        | 37680,28      | [ 15 ]                                                                         |
| 35     | Girgenti       | 23,7171        | 38999,98      | [ 8 ] [ 15 ] [ 17 ]                                                            |
| 36     | Palermo        | 23,75          | 37784,95      | [ 8 ] [ 15 ] [ 17 ] [ 18 ]                                                     |
| 37     | Girgenti       | 23,75          | 39108,31      | [ 8 ] [ 15 ] [ 17 ]                                                            |
| 38     | Palermo        | 24             | 38584,61      | [ 6 ]                                                                          |
| 39     | Messina        | 24             | 40266,81      |                                                                                |
| 40     | Palermo        | 24,5           | 40209,04      | [ 17 ]                                                                         |
| 41     | Palermo        | 25             | 41866,98      | [ 28 ]                                                                         |
| 42     | Palermo        | 25,4531        | 43398,41      | [ 8 ]                                                                          |
| 43     | Palermo        | 25,5           | 43558,40      | [ 8 ]                                                                          |
| 44     | Palermo        | 25,625         | 43986,49      | [ 4 ]                                                                          |
| 45     | Messina        | 26             | 47257,74      | [ 2 ]                                                                          |
| 46     | Palermo        | 28             | 52517,94      | [ 2 ] [ 3 ]                                                                    |
| 47     | Acireale       | 28             | 54007,73      | [ 2 ]                                                                          |
| 48     | Palermo        | 30             | 60288,50      |                                                                                |